# Contea di Tippah
La contea di Tippah ( in inglese Tippah County ) è una contea dello Stato del Mississippi, negli Stati Uniti. La popolazione al censimento del 2000 era di 20 826 abitanti. Il capoluogo di contea è Ripley.